# حدادین (روستا)
 حدادین  به عربی ( الحدادین)، روستایی است در دهستان واقی از توابع استان استان صَنعاء در کشور یمن در شبه جزیره عربستان.

## جمعیت
جمعیت آن ( ۷۰) نفر (۶ خانوار) می‌باشد.